# 里昂老城
里昂老城（Vieux Lyon）属于里昂第五区，是一片文艺复兴式的街区。1954年，成为法国第一个受马尔罗法保护的文化遗产。位于富维耶山脚下，索恩河西岸，面积24公顷，是欧洲面积最大的文艺复兴街区之一。

## 區域
圣若望区：在中世纪，这里是政治和宗教力量的焦点。圣若望主教座堂，是高卢主教长的座堂，里昂总主教至今仍享有这一头衔，是哥特式建筑的典范。毗邻主教座堂有一些罗曼式建筑。过去的唱经班学校，现在设有主教座堂珍宝博物馆。
圣保禄区：在15世纪和16世纪，意大利银行家移居到这个奢华的居住区，所谓的私宅区（hôtels particuliers）。Bullioud宫和加达涅宫是其中两个宏伟的例子，后者现在设有里昂历史博物馆和国际木偶博物馆。它们见证了这个贸易繁荣的时期，使这个城市变得富裕。圣保禄教堂及其壮观的尖顶位于该区的最北端。
圣乔治区：从16世纪初起，丝织工人在这里定居，直到19世纪才移居到克鲁瓦鲁塞山。1844年，建筑师皮埃尔Bossan在索恩河畔重建了新哥特式的圣乔治教堂。
在中世纪，在索恩河和富维耶山之间，只有少数几条平行的街道，却有许多独特的串廊，串廊通过建筑物及其庭院，直接连接到另一条街道。

## 图片

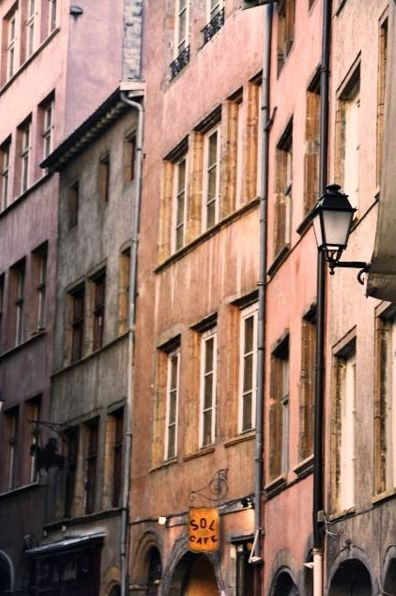
牛街
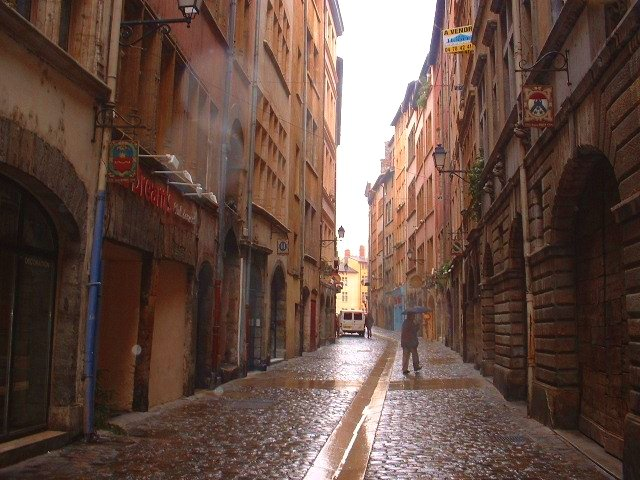
犹太街
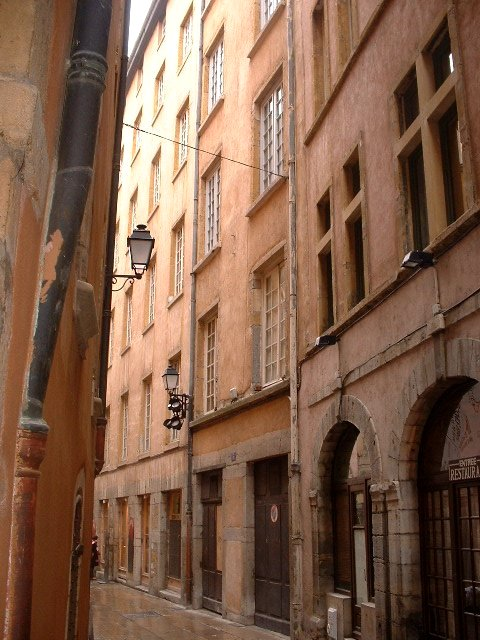
加达涅街
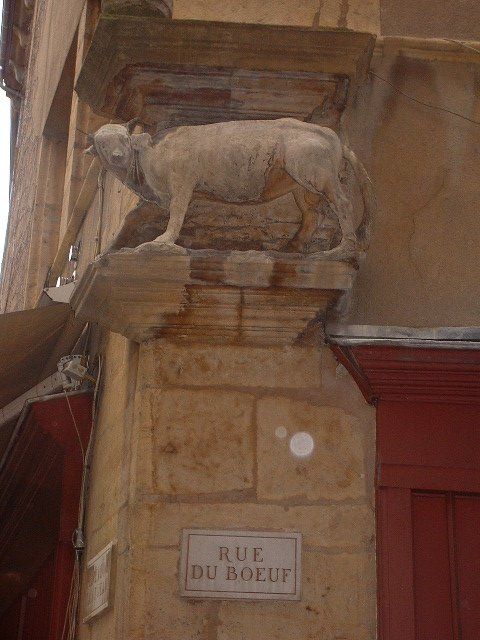
牛街和圣若望广场拐角处的雕像
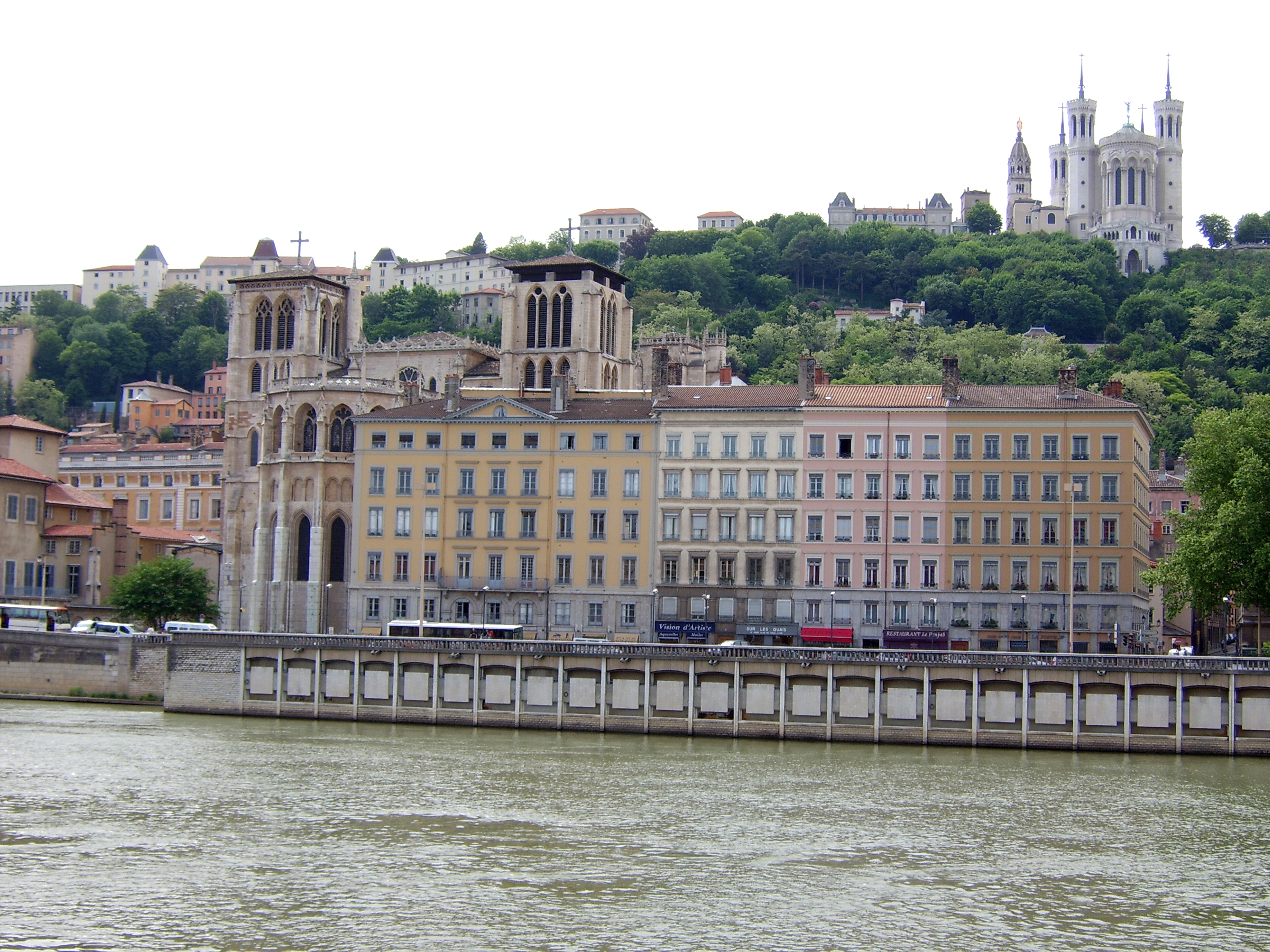
圣若望主教座堂和索恩河，后面是富维耶山
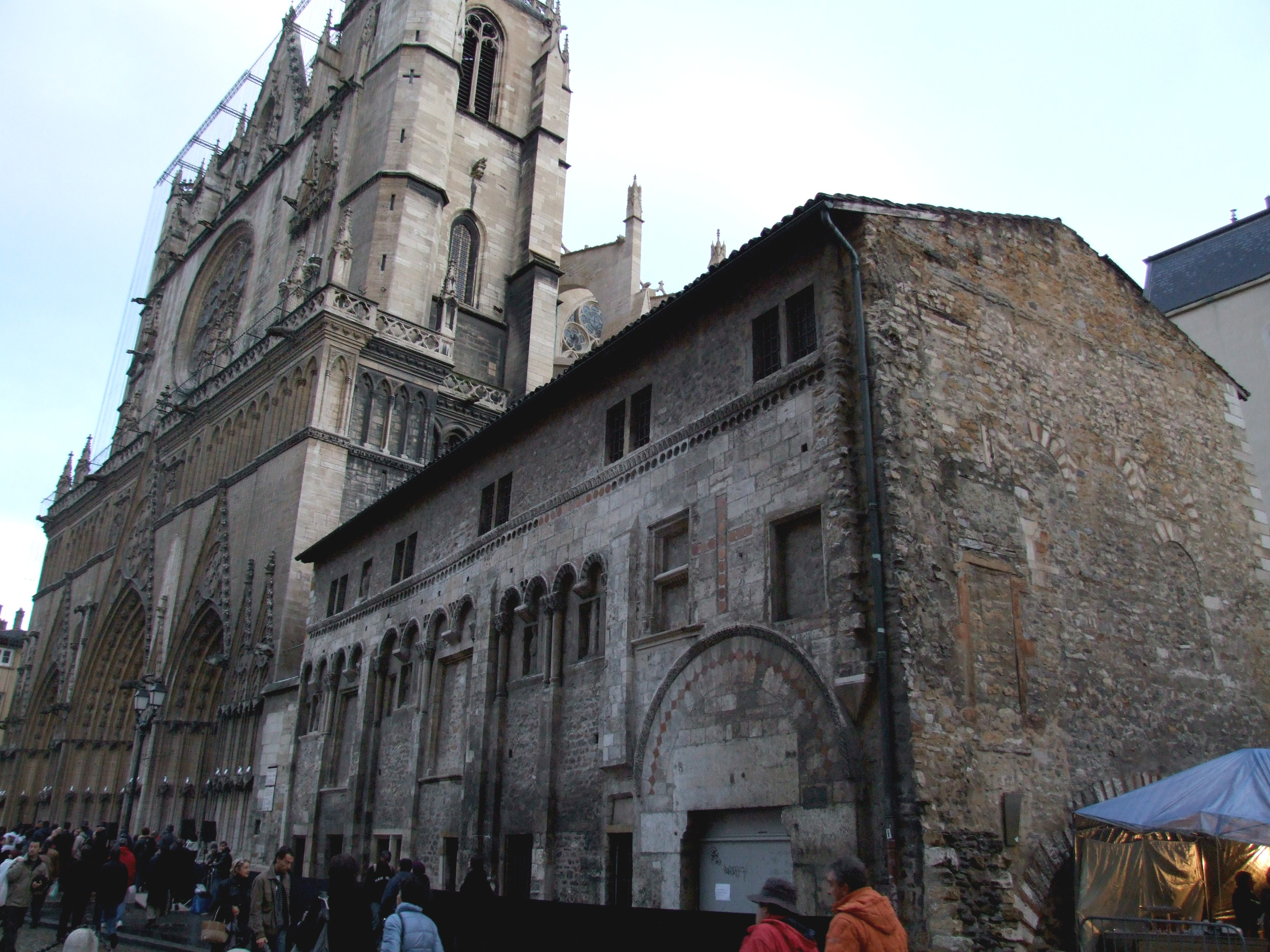
圣若望主教座堂和唱经班学校
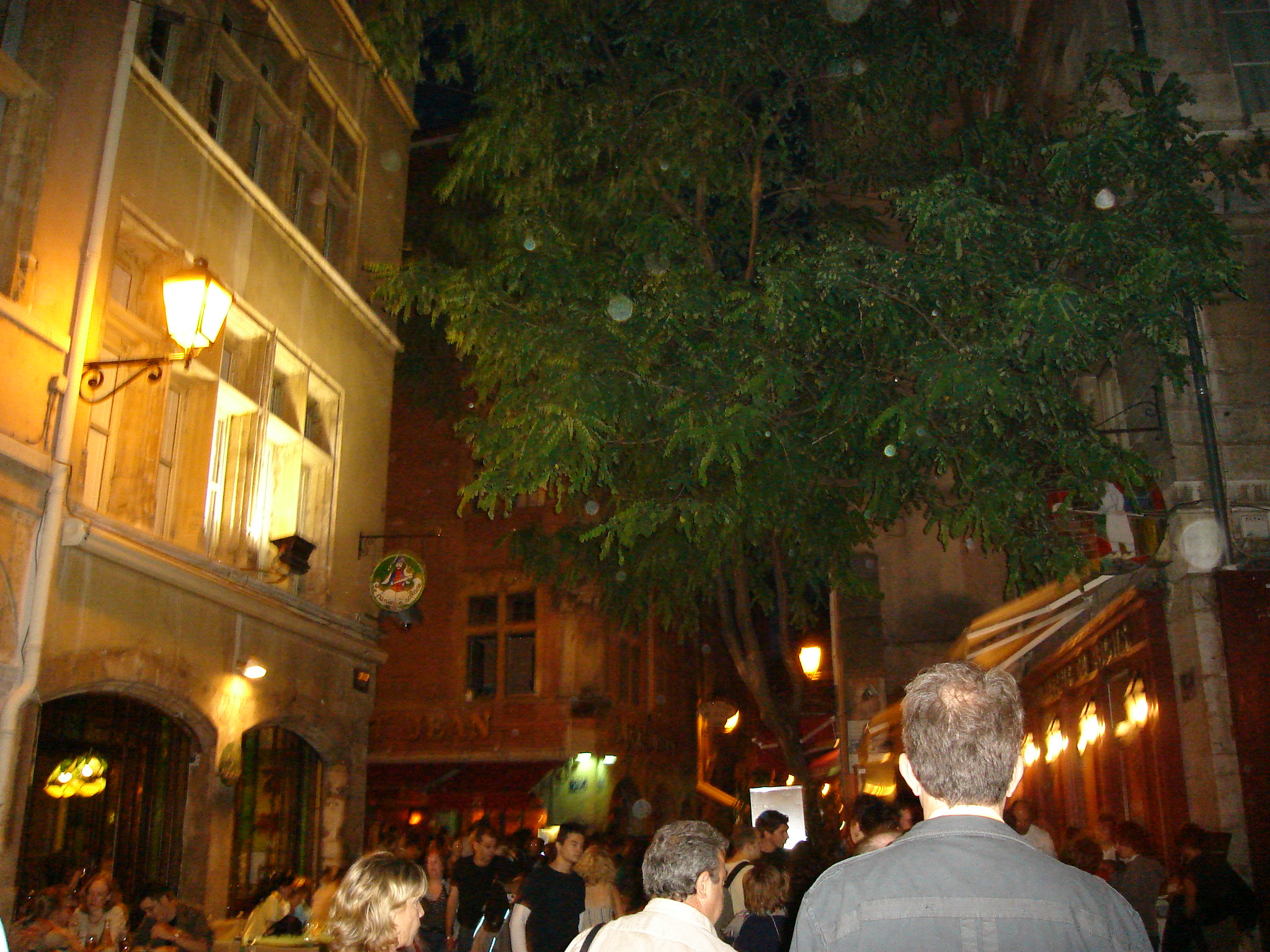
圣若望街

45°45′47″N 4°49′41″E / 45.76306°N 4.82806°E